# Dejuni del 10 de Tevet
El Dejuni del 10 de Tevet (en hebreu: עשרה בטבת) (transliterat: Asarah BeTevet), és el desè dia del mes hebreu de Tevet, i té lloc generalment a la fi de desembre o els primers dies de gener. Una de les commemoracions menys conegudes del calendari hebreu, la del Dejuni del Deu de Tevet. És el mateix que va marcar el començament del final de la història del primer estat que va tenir el poble jueu, doncs en aquesta data, va decidir el rei babilònic Nabucodonosor II posar setge definitiu a Jerusalem. La destrucció del Primer Temple, que fou construït pel Rei Salomó, s'acostava inexorablement. Segons la tradició jueva, el 10 de Tevet es fa dejuni des de l'alba fins al fosquejar (aparició de 3 estels). Jerusalem, una ciutat emmurallada, va resistir el setge, amb tot el que això significa, durant 6 mesos.